# Ana María Orozcová
Ana María Orozco Aristizábal (* 4. července 1973 Bogotá) je kolumbijská herečka, žijící v Argentině. V telenovelách účinkuje od dětství, jejím největším úspěchem byla titulní role v seriálu Ošklivka Betty (Yo soy Betty, la fea), za kterou získala ceny Premios India Catalina, Premios TVyNovelas a New York Latin ACE Awards. Hrála také v divadelním představení Muelle Oeste a v dětském filmu Zachraňte myšáka (2006).

## Osobní život
Jejím otcem je herec Luis Fernando Orozco a matkou rozhlasová hlasatelka Carmenza Aristizabalová, herectví a zpěvu se věnuje také její mladší sestra Verónica Orozcová. Jejím prvním manželem byl herec Julián Arango a druhým manželem hudebník Martín Quaglia, s nímž má dvě dcery: Lucrecíi (* 2004) a Míu (* 2010).

## Filmografie

### Televize

#### Telenovely
| Rok       | Název                  | Role                         |
| --------- | ---------------------- | ---------------------------- |
| 1973/4    | La envidia             | Nana                         |
| 1991      | Sangre de Lobos'       | Belinda                      |
| 1993      | La potra zaina         | Magdalena Ahumada            |
| 1995      | Flor de Oro            | Anita                        |
| 1996      | La huella de tus besos | Lucía                        |
| 1997      | Tiempos difíciles      | Maestra Sarita               |
| 1998      | Perro Amor             | Verónica Murillo             |
| 1999/2001 | Ošklivka Betty         | Beatriz Aurora Pinzón Solano |
| 2014      | Somos familia          | Manuela Paz/Ramona           |
| 2016-2017 | El regreso de Lucas    | Elena Ayala                  |
| 2017      | No olvidarás mi nombre | Mónica Zapata                |
| 2018      | Simona                 | Marilina Mendoza             |

#### Seriály / Minisérie
| Rok     | Název                                                          | Role                                    |
| ------- | -------------------------------------------------------------- | --------------------------------------- |
| 1983    | Pequeños Gigantes                                              |                                         |
| 1987    | Imagínate                                                      |                                         |
| 1988    | Don Camilo                                                     |                                         |
| 1988    | Generación 21                                                  |                                         |
| 1990    | Los duros en acción                                            |                                         |
| 1994    | Almas de piedra                                                | Claudia                                 |
| 1995    | O todos en la cama                                             |                                         |
| 2001/2  | Ecomoda                                                        | Beatriz Aurora Pinzón Solano de Mendoza |
| 2006    | Mujeres Asesinas: "Mara, Alucinada"                            | Mara                                    |
| 2007    | Mujeres Asesinas: "Helena, Monja"                              | Helena                                  |
| 2006/7  | Amas de Casa Desesperadas 1                                    | Susana Martínez                         |
| 2007/8  | Amas de Casa Desesperadas 2                                    | Susana Martínez                         |
| 2008    | Oportunidades                                                  | Celia                                   |
| 2011    | Los Únicos                                                     | Gabriela Montillo                       |
| 2011    | Historias de la primera vez: "La primera vez que te pedí algo" | Verónica                                |
| 2012    | Mi problema con las mujeres                                    | Verónica Belforte                       |
| 2012/13 | Ciclo: "Cine para enamorarse"                                  | Clara                                   |
| 2020    | Pérdida                                                        | Malena                                  |

### Film
| Rok  | Název              | Role   |
| ---- | ------------------ | ------ |
| 2003 | El Colombian Dream | Nicole |
| 2006 | El Ratón Pérez     | Pilar  |

### Divadlo
| Rok  | Název        | Role    |
| ---- | ------------ | ------- |
| 2002 | Muelle Oeste | Monique |